# Ozero Zhetimsor
Ozero Zhetimsor är en saltsjö i Kazakstan.   Den ligger i oblystet Västkazakstan, i den västra delen av landet, 1 400 km väster om huvudstaden Astana. Arean är 3,4 kvadratkilometer.